# Bećir Đonlagić
Bećir Đonlagić, hrvatski političar iz Tešnja. Prije rata bio je član JMO. Također je bio zastupnik u sazivu Hrvatskoga državnog sabora 1942. godine, kamo ga je doveo Džafer Kulenović.